# Isochlora viridis
Isochlora viridis là một loài bướm đêm trong họ Noctuidae.